# Krtonožka obecná
Krtonožka obecná (Gryllotalpa gryllotalpa) je druh rovnokřídlého hmyzu, který je uzpůsoben životu v podzemí.

## Rozšíření
Vyskytuje se v celé Evropě kromě Finska a Norska, v západní Asii a severní Africe. V Česku bývá místy hojná.

## Popis
Tělo má hnědé, pokryté jemnými chloupky. Délka těla samečků je 35–45 mm a samičky je 40–60 mm. Přední nohy má upravené pro hrabání v zemi. Samičky nemají kladélko, na rozdíl od ostatních cvrčků.

## Způsob života
Většinu života tráví v podzemních chodbách, které si ve vlhkých půdách vyhrabává svýma mohutnýma předníma nohama. Podzemí opouští jen při páření v květnu a červnu, kdy také po setmění létá. Umí dokonce i plavat. Živí se dravě, loví hlavně hmyz, kroužkovce nebo měkkýše. Nymfa (též larva) prochází tzv. nedokonalou proměnou a postupně se vyvíjí po dobu dvou let. Dospělec žije od dubna do října.
Krtonožka obecná poškodí velké množství rostlin při hloubení chodeb a na jaře před stavbou hnízd, ke škodám dochází jen lokálně.
Škody působené krtonožkami jsou poměrně malé.
Sameček hlasitě cvrčí, vlastní zpěv krtonožka vyluzuje třením předních křídel o sebe.